# Стаббурсэльва
Стаббурсэльва (квен. Rautusjoki; северносаам. Rávttošjohka) — река в северной Норвегии. Впадает в залив Порсангер-фьорд Баренцева моря в 15 км севернее деревни Лаксэльв. Длина реки составляет 60 км.
Долина реки, где растёт самый северный в мире сосновый лес, объявлена в Норвегии национальным парком.
В этой реке, как и в соседних Лаксэльве и Бёрсэльве, хорошо ловится лосось.